# Вилијам Расел
Вилијам Расел Инок (енгл. William Russell Enoch; Сандерланд, 19. новембар 1924 — 3. јун 2024) био је британски глумац. Расел је најпознатији по насловној улози у телевизијској серији Авантуре сер Ланселота, као и улози Ијана Честертона у научно-фантастичној серији Доктор Ху.